# Corre
Corre ist eine französische Gemeinde im Département Haute-Saône in der Region Bourgogne-Franche-Comté. Sie gehört zum Arrondissement Vesoul und zum Kanton Jussey.

## Geografie
Die Gemeinde Corre befindet sich in der nordwestlichen Ecke des Départements, knapp an der Grenze der Region Franche-Comté zur Nachbar-Region Grand Est. Die Ortschaft liegt an der Einmündung des Flusses Côney in die Saône. Hier beginnt auch der Canal des Vosges (dt: Vogesenkanal), der in Verbindung mit der kanalisierten Saône und der Rhone eine schiffbare Verbindung zwischen Mosel zum Mittelmeer herstellt.
Zu Corre gehören die Ortsteile Le Faubourg und Minelle.
Nachbargemeinden von Corre sind Vougécourt im Norden, Demangevelle im Osten, Ormoy und Ranzevelle im Süden, Aisey-et-Richecourt im Südwesten, Bourbévelle im Westen sowie Montcourt im Nordwesten.

## Weblinks

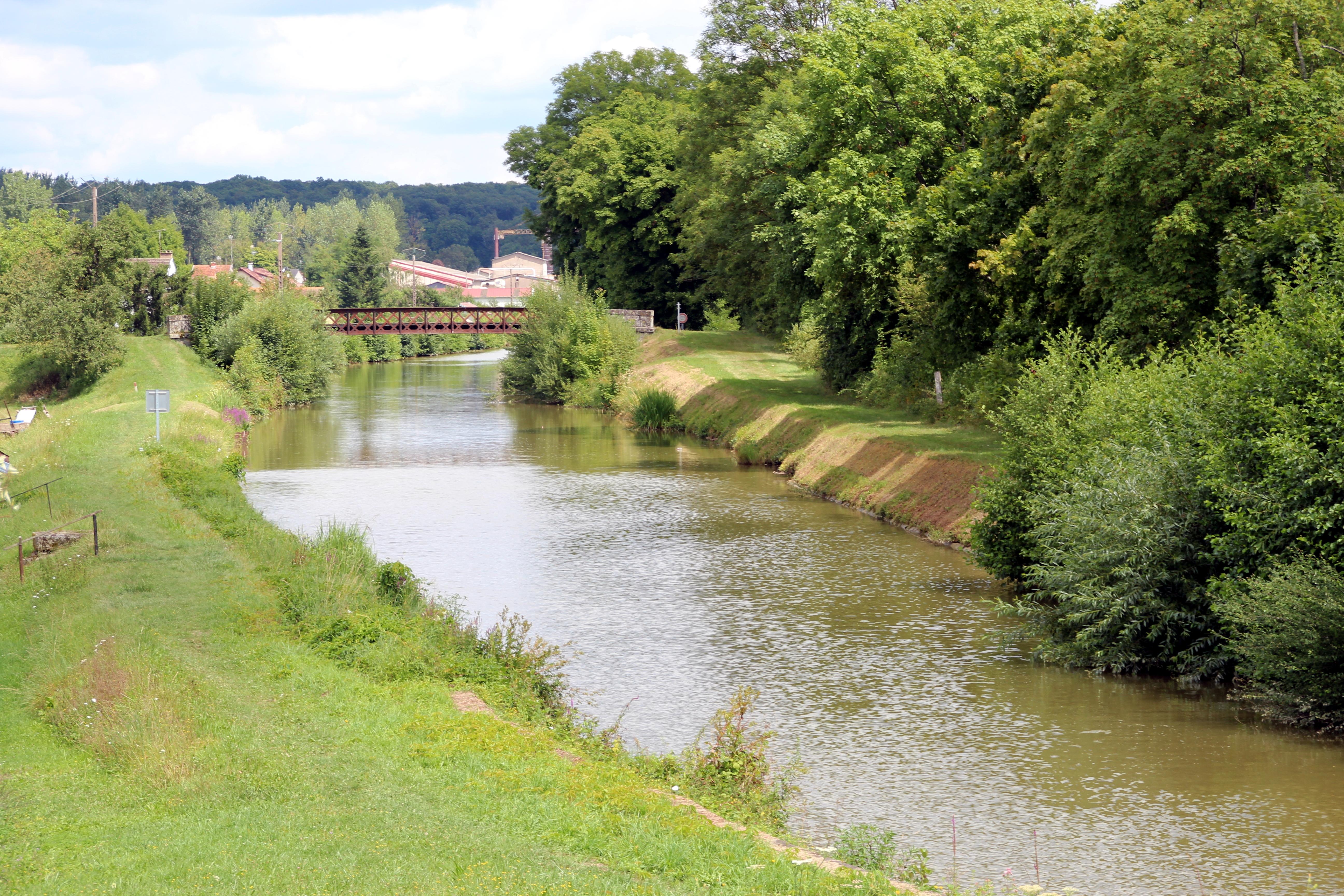
Der Canal des Voges bei Corre